# 瀬川光行
瀬川 光行（せがわ みつゆき、1868年9月24日（慶応4年8月9日） - 1933年（昭和8年）10月6日）は、日本の政治家。衆議院議員（1期）。

## 経歴

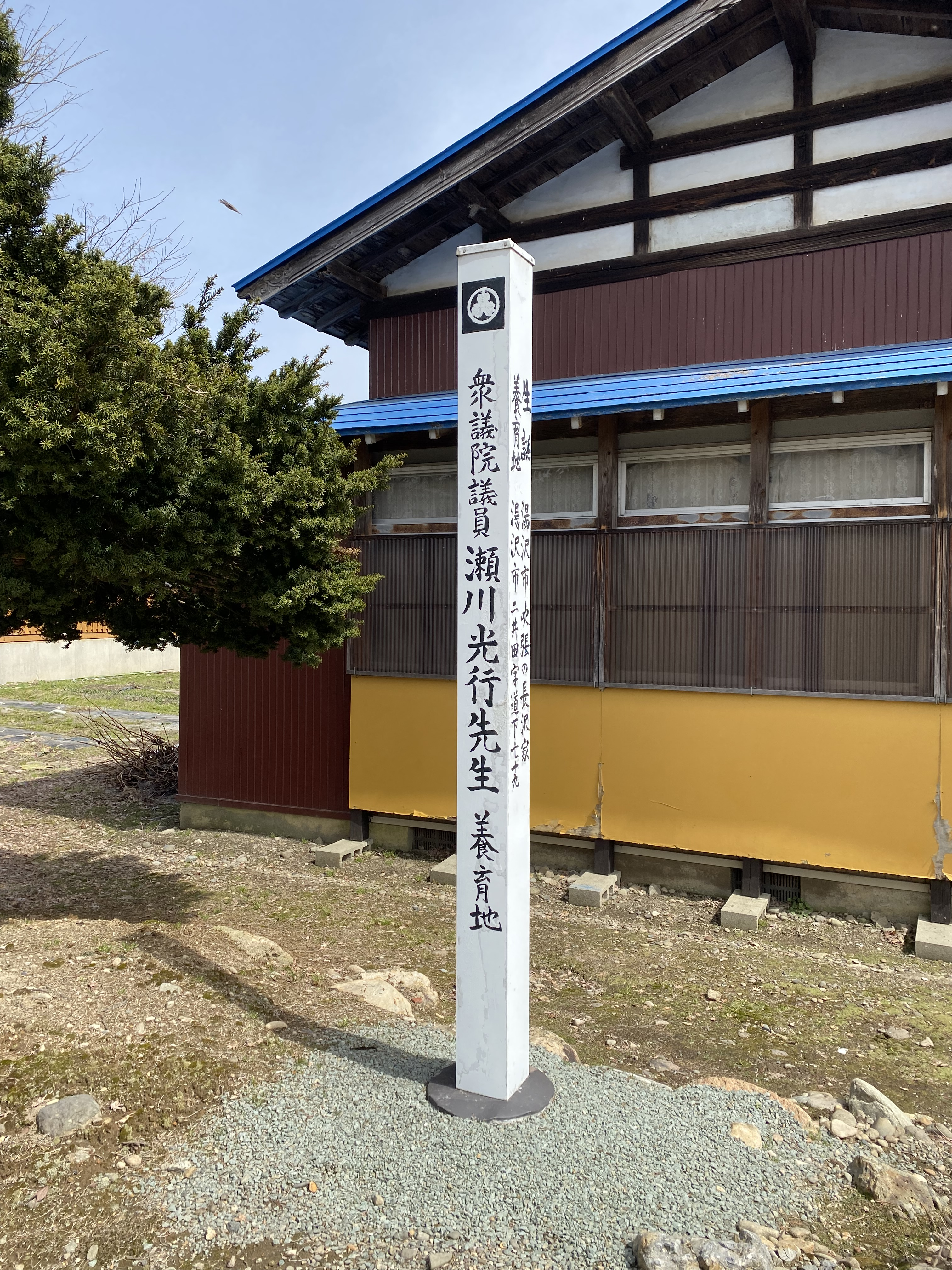
瀬川の養育地に設けられた標柱（湯沢市二井田）

東京都出身。1886年、東京専門学校政治経済科卒。読売新聞記者となる。著述業と出版業に従事し、元元堂書房を経営する。中等教科書協会幹事、陸海軍用達会社社長、磐城炭礦(株)取締役社長、明治製靴(株)取締役を務める。四谷区議、東京市会議員、同参事会員となる。
1924年の第15回衆議院議員総選挙において東京1区から憲政会公認で立候補したが落選。1928年の第16回衆議院議員総選挙において東京1区から立憲民政党公認で立候補して当選した。衆議院議員を1期務めた。1930年の第17回衆議院議員総選挙では次点で落選した。1933年死去。